# Apollonia (Misia)
Apollonia sul Rhyndakos (in greco antico: Ἀπολλωνία ἐπὶ Ῥυνδακῷ?, Apollōnía épì Ryndakō; latino, Apollonia ad Rhyndacum) oggi Gölyazı sul lago di Uluabat (Lacus Apolloniatis) presso Bursa, già Apolyont, Apolynt, è un'antica località nella Misia (Asia Minore).

## Storia
Benché nella metà del II secolo a.C. fosse riconosciuta come colonia greca di Mileto, Apollonia doveva essere stata una colonia di Pergamo, così denominata da Apollonis, la madre di Attalo II. Al tempo dei romani fu una città tributaria (civitas stipendiaria) nella provincia dell'Asia. Nel I secolo a.C. Apollonia riuscì due volte a rendersi indipendente da Cizico.
In tempi bizantini la città fu un kastron e sede episcopale nella provincia ecclesiastica di Nicomedia, chiamata anche Theotokiana. Nell'XI secolo fu conquistata per breve tempo dai Selgiuchidi, quindi tornò bizantina, per divenire poi, nel XIV secolo ottomana. Una popolazione greca vi rimase fino al 1922/23.

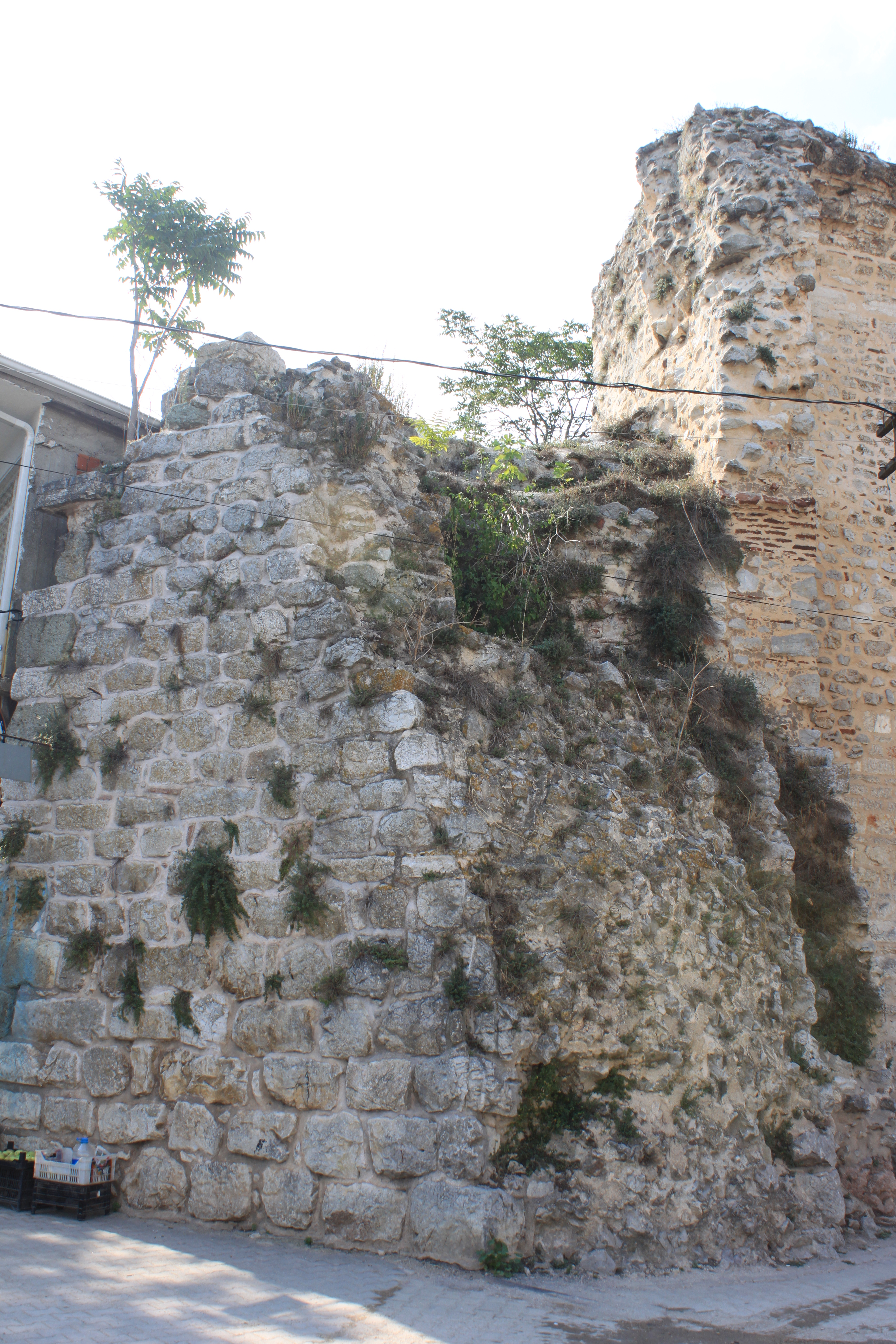
Apollonia ad Rhyndacum, la cinta muraria bizantina dal VIII al X secolo.

## Luogo e archeologia
Apollonia si trovava su due colline a Uluabat Gölü. Il lago ha oggi una superficie da 135 a 160 km², a seconda del livello dell'acqua, ma una profondità media di soli 3 metri. Sulla prima collina (collina di San Giorgio) si trova una fortificazione bizantina. Una fortificazione sull'altra collina fu probabilmente eretta su una costruzione dei predecessori ellenistici, con l'utilizzo in gran parte di materiale di risulta del periodo imperiale. Un muro bizantino risale al primo medioevo.
Nella località vi è una grossa chiesa post-bizantina a tre navate, così come una piccola chiesa a una sola navata, sull'antistante isola di Costantino (Manastır Adası), una chiesa bizantina a cupola.

## Bibliografia

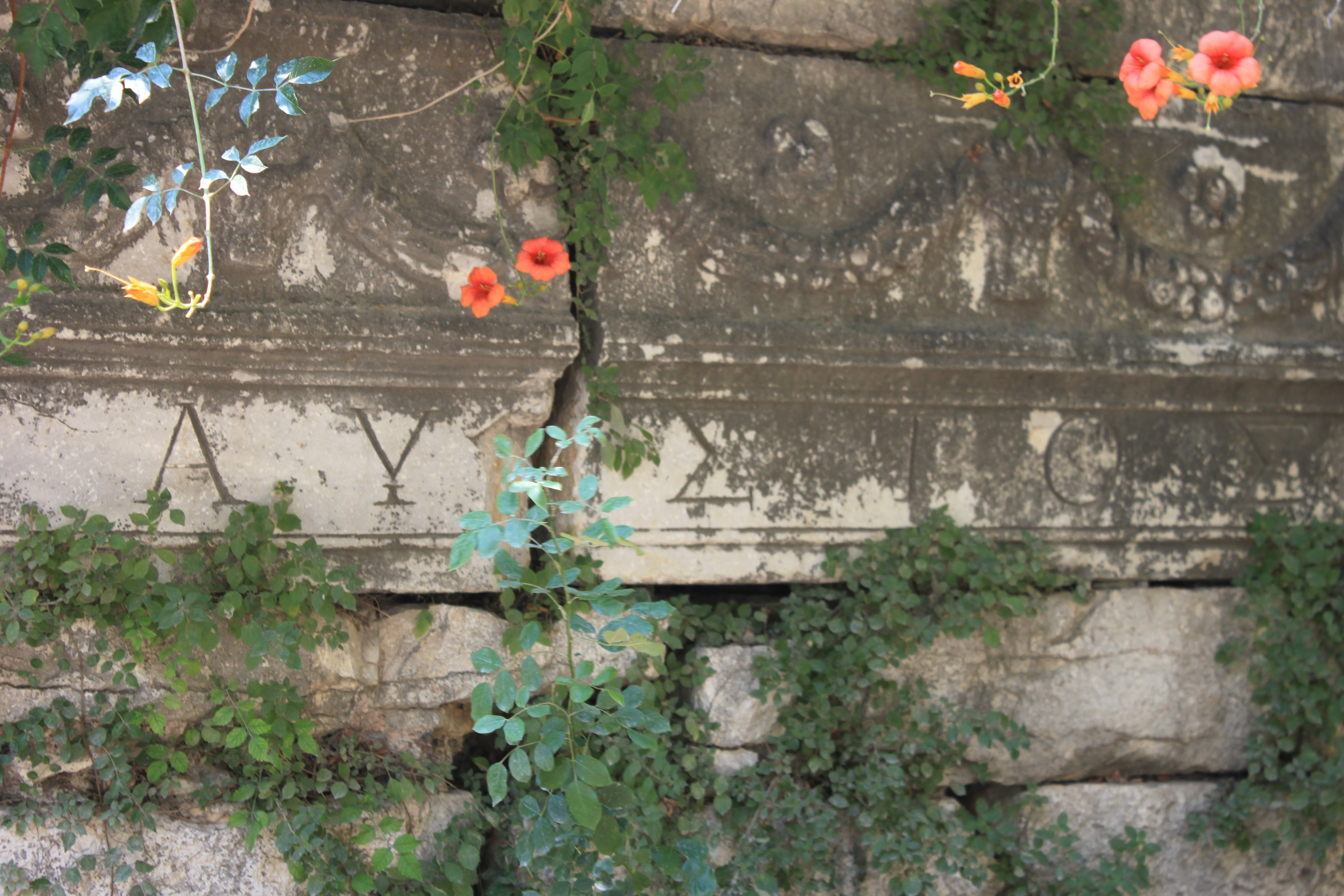
Apollonia ad Rhyndacum, Spoglia nel muro del castello bizantino, VII secolo.